# Pycnarrhena novoguineensis
Pycnarrhena novoguineensis är en tvåhjärtbladig växtart som beskrevs av Friedrich Anton Wilhelm Miquel. Pycnarrhena novoguineensis ingår i släktet Pycnarrhena och familjen Menispermaceae. Inga underarter finns listade i Catalogue of Life.